# اوسبرن (آیداهو)
اوسبرن (به انگلیسی: Osburn) شهری در شهرستان شوشونی ایالت آیداهو است که جمعیت آن در سرشماری سال ۲۰۱۰ میلادی ۱٬۵۵۵ نفر بوده است.

## موقعیت جغرافیایی
موقعیت جغرافیایی شهرها و مناطق اطراف به شرح زیر است: